# Sint-Petruskerk (Bosau)
De Sint-Petruskerk (Duits: St. Petrikirche) is een aan de zuidelijke oever van het Grote Meer van Plön gelegen kerkgebouw in de Duitse plaats Bosau (Sleeswijk-Holstein). De kerk behoort tot de groep zogenaamde Vicelinuskerken, die in de 12e eeuw door bisschop Vicelinus werden gesticht tijdens de kerstening van het gebied en was in de periode 1150-1156 zelfs bisschopszetel van het bisdom Oldenburg. De kerk is een Veldsteenkerk.

## Bouwgeschiedenis
Hoe de Petruskerk er oorspronkelijk uitzag is niet bekend. Al tijdens de bouw werd het ontwerp veranderd en later vonden er meerdere verbouwingen plaats. Resten van de fundamenten die tijdens opgravingen in de kerk werden gevonden wijzen op een drieschepige basiliek. Een toren, een koor en een apsis werden eerst rond 1200 toegevoegd, toen de drieschepige basiliek tot een zaalkerk werd verbouwd.
De oudst bewaarde afbeelding van de kerk uit het jaar 1559 toont de toren in een ronde vorm met een kegelspits. De ligging van de fundamenten van deze ronde toren worden om de huidige toren met veldstenen gemarkeerd. Tijdens beschietingen in de Dertigjarige Oorlog in 1627 werd de ronde toren tot op de grond toe vernietigd. Later vond herbouw plaats op een rechthoekig plan en met een barokke bekroning.
Grote delen van het met veldstenen opgetrokken muurwerk zijn nog oorspronkelijk. De veldstenen werden vroeger in een bekisting met gipsmortel van de kalkberg in Segeberg overgoten. Nadat grote delen van de witte gipslaag verloren ging, werden de beschadigde muurdelen met baksteen opgevuld. Om meer eenheid in het gebouw te realiseren werd in 1970 het kerkgebouw van een nieuwe kalklaag voorzien, zodat het aanzien van het gebouw tegenwoordig (met uitzondering van de toren) grotendeels overeenkomt met het oorspronkelijke uiterlijk.

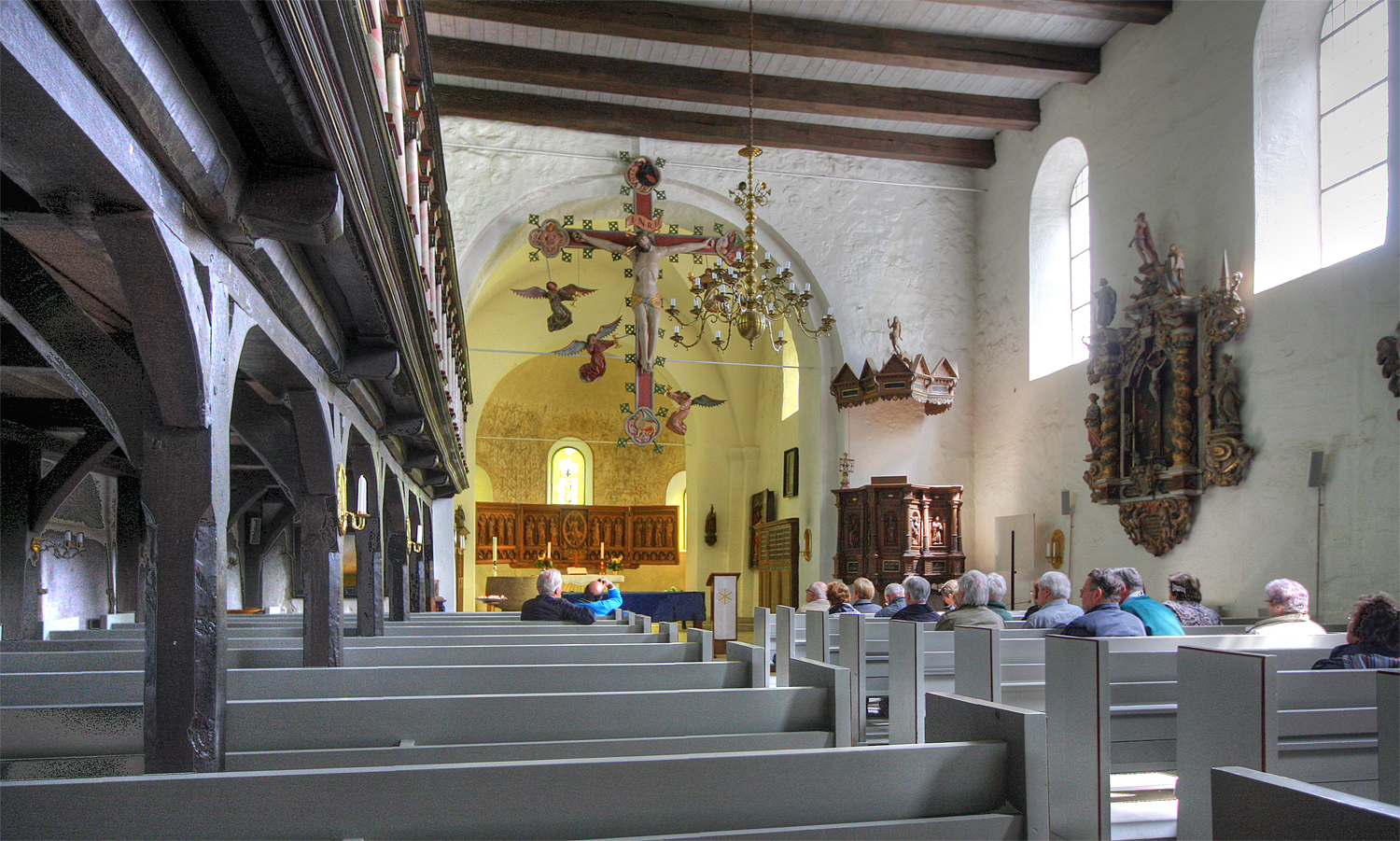
Interieur

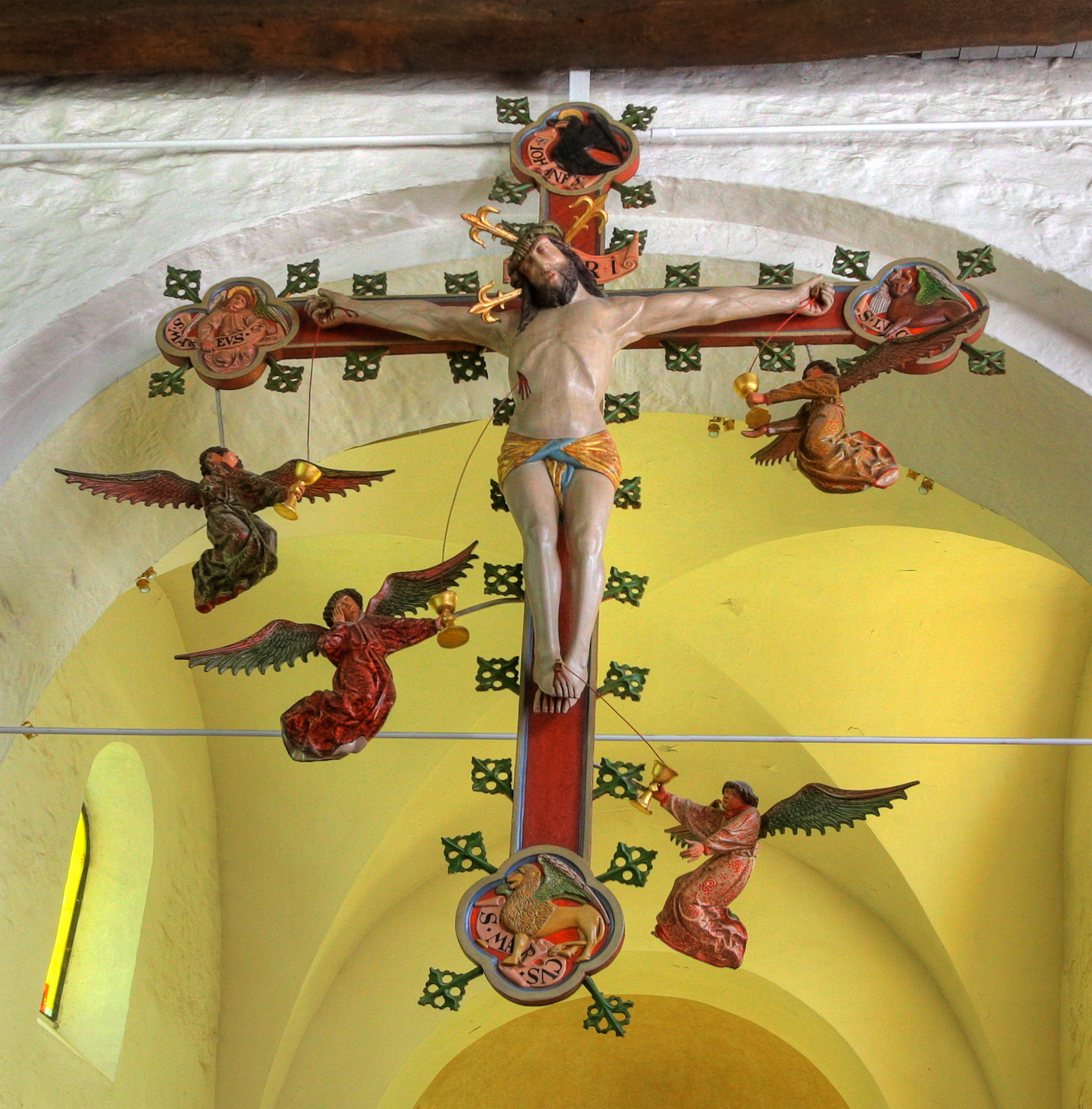
Triomfkruis

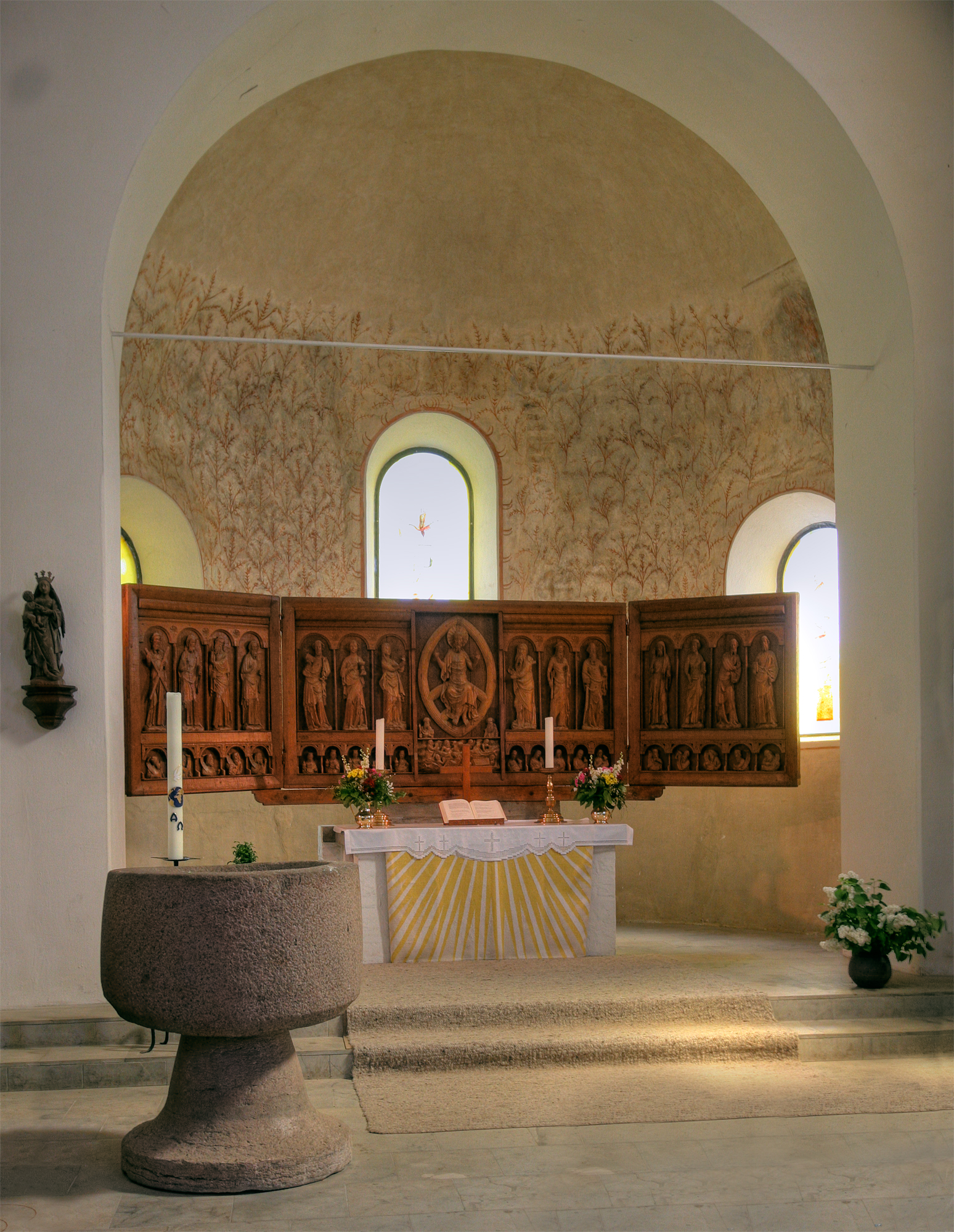
Apsis, hoofdaltaar, doopvont

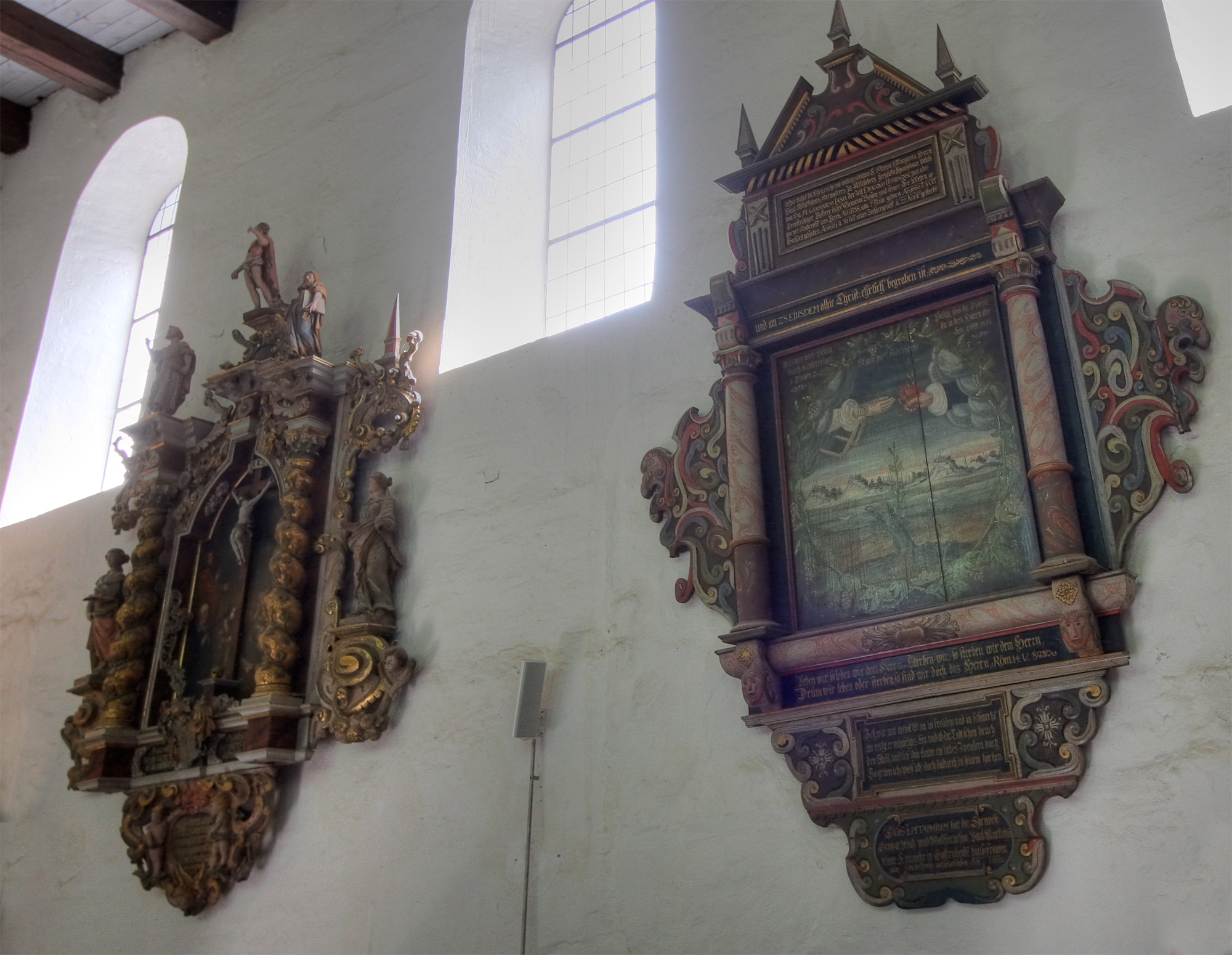
Epitafen

## Inrichting

#### Fresco's en doopvont
Het oudste voorwerp in de kerk is het naast het hoofdaltaar opgestelde doopvont van Zweeds graniet uit de 12e resp. 13e eeuw. De jongere sokkel van het doopvont is gemaakt van kalksteen van het eiland Gotland. Een groot deel van de apsis is met ]ranken beschilderd. Daarnaast zijn er een niet geheel bewaard fresco van Petrus en een schenker en kleinere resten van gotische muurbeschildering te zien, die in 1952 werd ontdekt en blootgelegd.

#### Hoofdaltaar
Het vleugelaltaar geldt als een van de oudste en belangrijkste in Oost-Holstein. Het huidige retabel is niet meer het oorspronkelijke werk. Tot 1915 hing het retabel aan de zuidelijke muur waar het een kwijnend bestaan leidde. De gevolgen van een goedbedoelde restauratie in 1915 pakten rampzalig uit; de historische altaaropzet werd volledig veranderd. Bijna alle beelden werden omgewisseld en verplaatst, enkele beelden werden veranderd of nieuw gemaakt en alleen de voorstelling van Christus bleef op zijn plaats. De apostel Judas Taddeüs verloor zijn attribuut en werd Johannes de Doper. Bij een volgende restauratie in 1968 werden de beelden van het retabel opnieuw van plaats verwisseld, zodat de huidige opstelling een willekeurig resultaat is van de restauraties in de 20e eeuw. Het nevenaltaar van de apostelen Petrus en Paulus stamt uit 1493.

#### Triomfkruis
Een kunstenaar uit het atelier van Bernt Notke maakte rond 1470 het grote triomfkruis, dat voor de koorboog hangt en bij binnenkomst in de kerk onmiddellijk de aandacht op zih vestigt. De vergulde lelies rond het hoofd van Jezus zijn tekens van Zijn reinheid en onschuld. Vier engelen, die om de gekruisigde Christus zweven, vangen het bloed uit Christus' wonden op in kelken. De uiteinden van de kruisbalken tonen de symbolen van de vier evangelisten. Uit het kruis groeit bladwerk dat Christus' overwinning op de dood symboliseert. Bij een restauratie van het triomfkruis in 1916 ontdekte men in het hoofd van het corpus vijf relikwieën met daarbij voor elke relikwie een strookje perkament met informatie. Het betroffen de beenfragmenten van Laurentius, Maternus en Mauritius en splinters van de 11.000 Maagden die bij Keulen de martelaarsdood stierven. Een stukje kalksteen zou afkomstig zijn van de Taborberg.

#### Laatgotisch houtsnijwerk
Uit de late gotiek stammen de beelden aan weerszijden van de apsisboog. Het betreffen de beelden van Maria op een maansikkel (notenhout) en bisschop Vicelinus (eikenhout), die in de 19e eeuw een kerkmodel in de hand kreeg geplaatst. Het koorgestoelte uit de 15e eeuw toont op de wangen fijngesneden hoofden.

#### Barokke kansel
Nog tijdens de Dertigjarige Oorlog werd in 1636 de rijk versierde kansel gemaakt, hetgeen na de grote verwoestingen van 1627 verbazing wekt. Tussen de hoekzuilen staan in nissen Christus, de evangelisten en Paulus en Andreas. De kleine zandloper die zich sinds kerstmis 1734 aan de kansel bevindt is bedoeld om de tijdsduur van de preek aan te geven.

#### Galerij met panelen
De in 1656 gebouwde noordelijke galerij toont 20 schilderijen uit het leven van Jezus. Het zijn werken van Hans Welcker, die ook het schilderij van de doop van Jezus op de westelijke galerij vervaardigde.

#### Epitafen
Aan de zuidelijke muur hangen drie epitafen, twee in de stijl van de laat-renaissance en één in barokke stijl. Het mooiste epitaaf is die van Henning Meyer (1670) met beelden en gedraaide zuilen. Als straf voor zijn echtelijke ontrouw moest de bisschoppelijke huisvoogd Meyer bij elkaar zo'n zeven soortgelijke werken schenken.

#### Orgel
Het huidige orgel in de kerk werd in 1972 door de firma Becker gebouwd. Het instrument bezit 16 registers verdeeld over twee manualen en pedaal.